# Leichtathletik-Europameisterschaften 2022/Stabhochsprung der Frauen

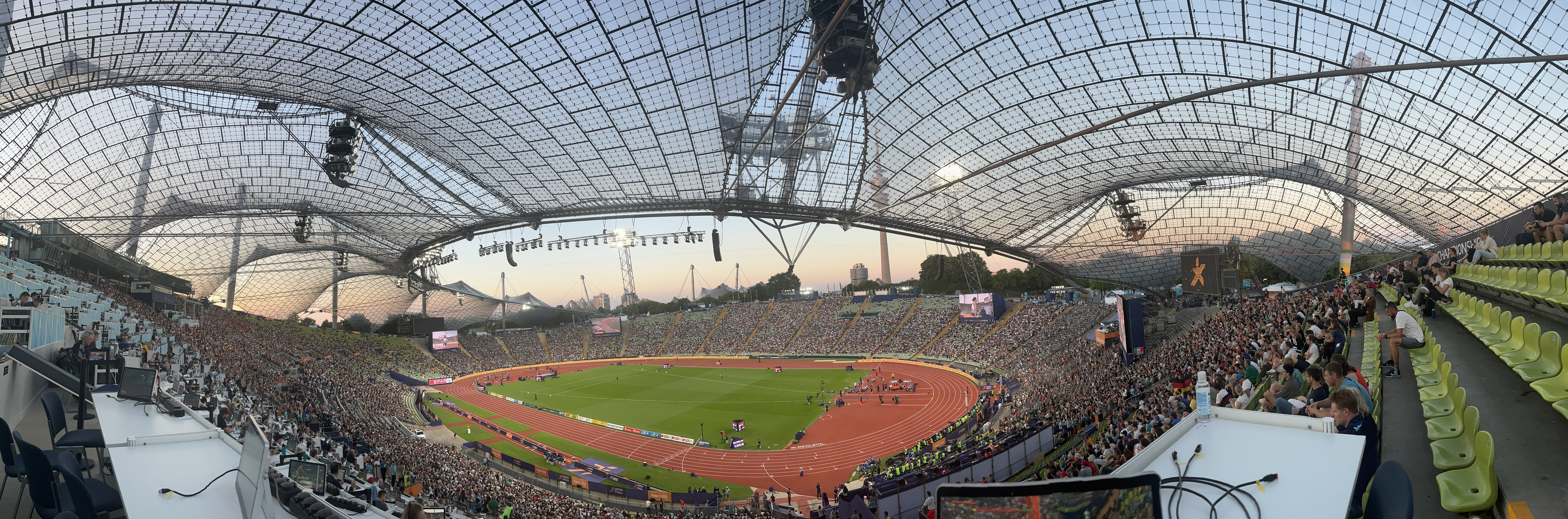
Das Olympiastadion in München während der Europameisterschaften 2022

Der Stabhochsprung der Frauen bei den Leichtathletik-Europameisterschaften 2022 wurde am 15. und 17. August 2022 im Olympiastadion der deutschen Stadt München ausgetragen.
Europameisterin wurde die Finnin Wilma Murto. Sie gewann vor der griechischen Olympiasiegerin von 2016, Weltmeisterin von 2017 und zweifachen Europameisterin (2016/2018) Katerina Stefanidi. Bronze ging an die Slowenin Tina Šutej.

## Rekorde

### Bestehende Rekorde
| Weltrekord           | 5,06 m | Jelena Issinbajewa | Zürich, Schweiz        | 20. August 2009 |
| Europarekord         | 5,06 m | Jelena Issinbajewa | Zürich, Schweiz        | 20. August 2009 |
| Meisterschaftsrekord | 4,85 m | Katerina Stefanidi | EM Berlin, Deutschland | 8. August 2018  |

### Rekordverbesserung
Im Finale am 17. August wurde der bestehende EM-Rekord egalisiert und außerdem gab es einen neuen Landesrekord.
- Meisterschaftsrekord (egalisiert): 4,85 m – Wilma Murto (Finnland), zweiter Versuch
- Landesrekord: 4,55 m – Caroline Bonde Holm (Dänemark), erster Versuch

## Legende
Kurze Übersicht zur Bedeutung der Symbolik – so üblicherweise auch in sonstigen Veröffentlichungen verwendet:
| CR  | Championshiprekord                    |
| NR  | Nationaler Rekord                     |
| e   | egalisiert                            |
| NM  | keine Höhe (no mark)                  |
| ogV | ohne gültigen Versuch                 |
| –   | verzichtet                            |
| o   | übersprungen                          |
| x   | ungültig                              |
| r   | Wettkampf nicht fortgesetzt (retired) |

## Qualifikation
25 Teilnehmerinnen traten in zwei Gruppen zur Qualifikationsrunde an. Die eigentliche Qualifikationshöhe für den direkten Finaleinzug betrug 4,55 m. Doch bereits nach Abschluss der Versuche über 4,50 m waren weniger als zwölf Springerinnen – die Mindestanzahl der Finalteilnehmerinnen – noch im Wettbewerb. So konnte die Qualifikation abgebrochen werden und es qualifizierten sich alle Athletinnen, die mindestens 4,40 m im ersten Sprung und höchstens einem vorherigen Fehlversuch bewältigt hatten (hellgrün unterlegt).

### Gruppe A

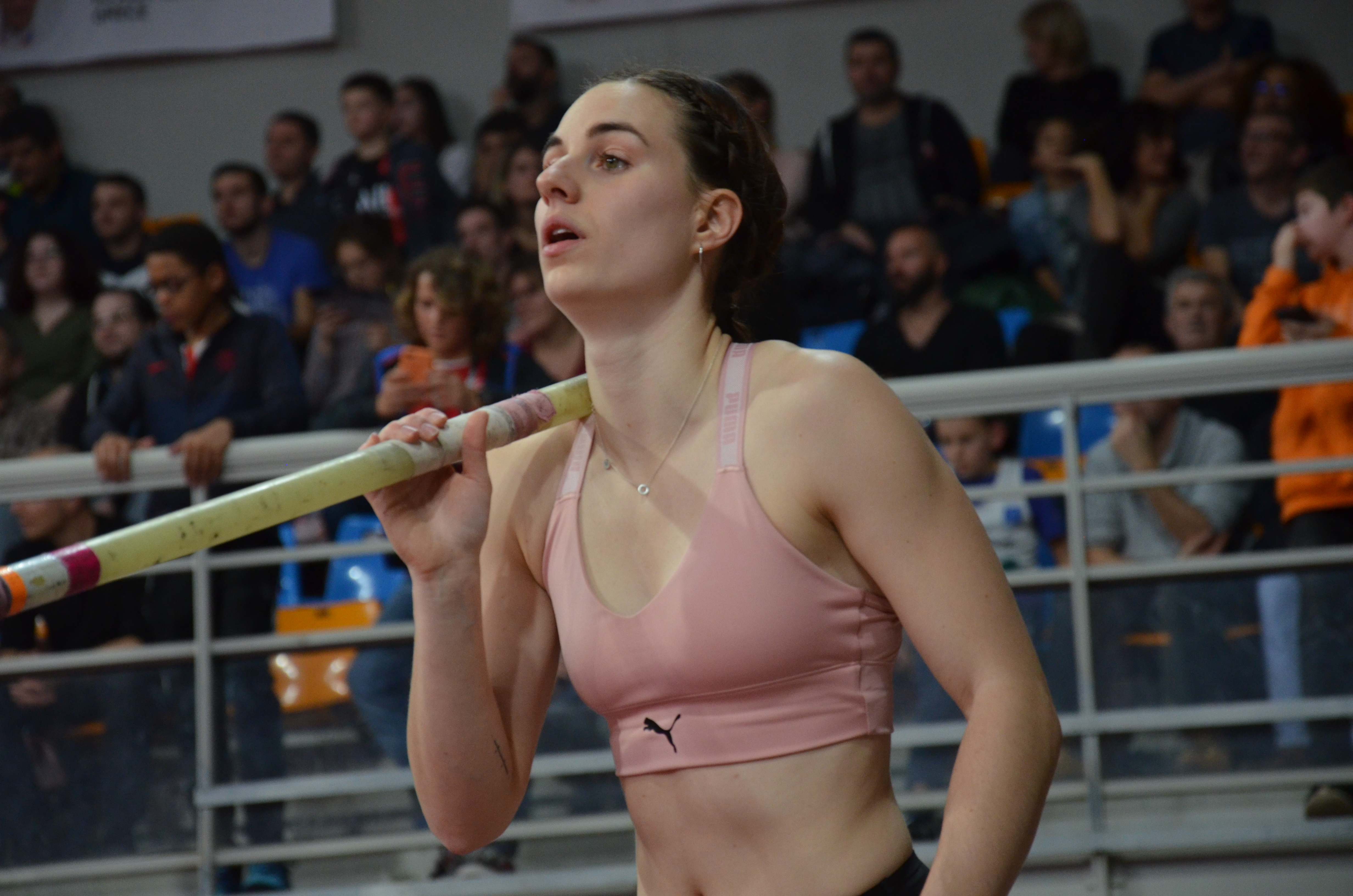
Ninon Chapelle – ausgeschieden mit 4,40 m
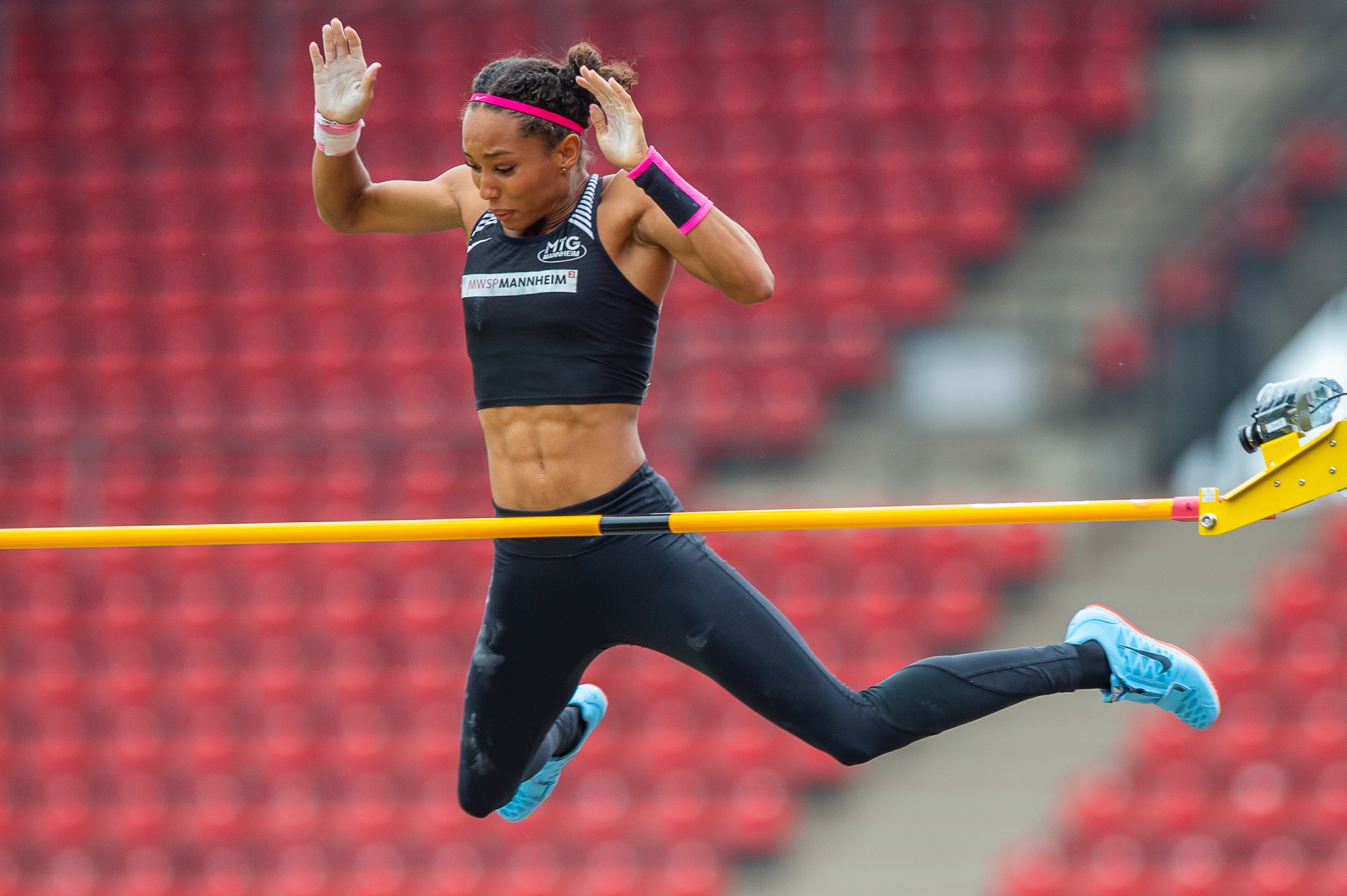
Jacqueline Otchere – ausgeschieden mit 4,10 m

15. August 2022, 10:22 Uhr MESZ
| Platz | Name               | Nation         | Resultat (m) | 4,10 m | 4,25 m | 4,40 m | 4,50 m |
| 1     | Lene Retzius       | Norwegen       | 4,50         | –      | xo     | xo     | o      |
| 1     | Katerina Stefanidi | Griechenland   | 4,50         | –      | –      | xxo    | o      |
| 3     | Wilma Murto        | Finnland       | 4,50         | –      | o      | o      | xxo    |
| 4     | Molly Caudery      | Großbritannien | 4,50         | o      | xo     | o      | xxo    |
| 5     | Saga Andersson     | Finnland       | 4,40         | xo     | xxo    | o      | xxx    |
| 6     | Ninon Chapelle     | Frankreich     | 4,40         | –      | o      | xo     | xxx    |
| 6     | Amálie Švábíková   | Tschechien     | 4,40         | –      | o      | xo     | xxx    |
| 8     | Jana Hladijtschuk  | Ukraine        | 4,25         | –      | o      | xxx    |        |
| 8     | Hanga Klekner      | Ungarn         | 4,25         | o      | o      | xxx    |        |
| 8     | Elisa Molinarolo   | Italien        | 4,25         | o      | o      | xxx    |        |
| 11    | Pascale Stöcklin   | Schweiz        | 4,25         | xo     | o      | xxx    |        |
| 12    | Jacqueline Otchere | Deutschland    | 4,10         | o      | xxx    |        |        |
| NM    | Buse Arıkazan      | Türkei         | ogV          | xxx    |        |        |        |

### Gruppe B

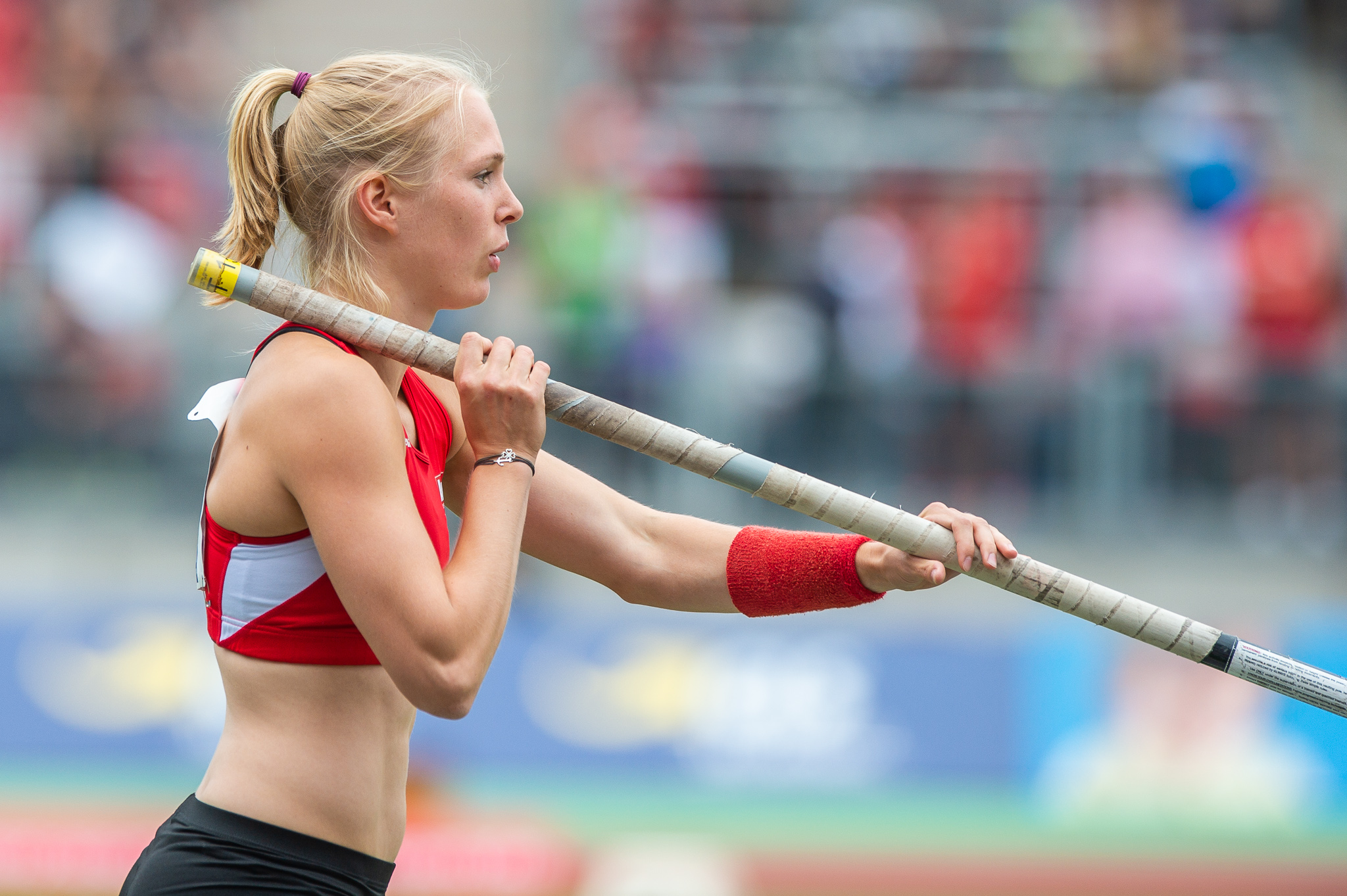
Anjuli Knäsche – ausgeschieden mit 4,40 m
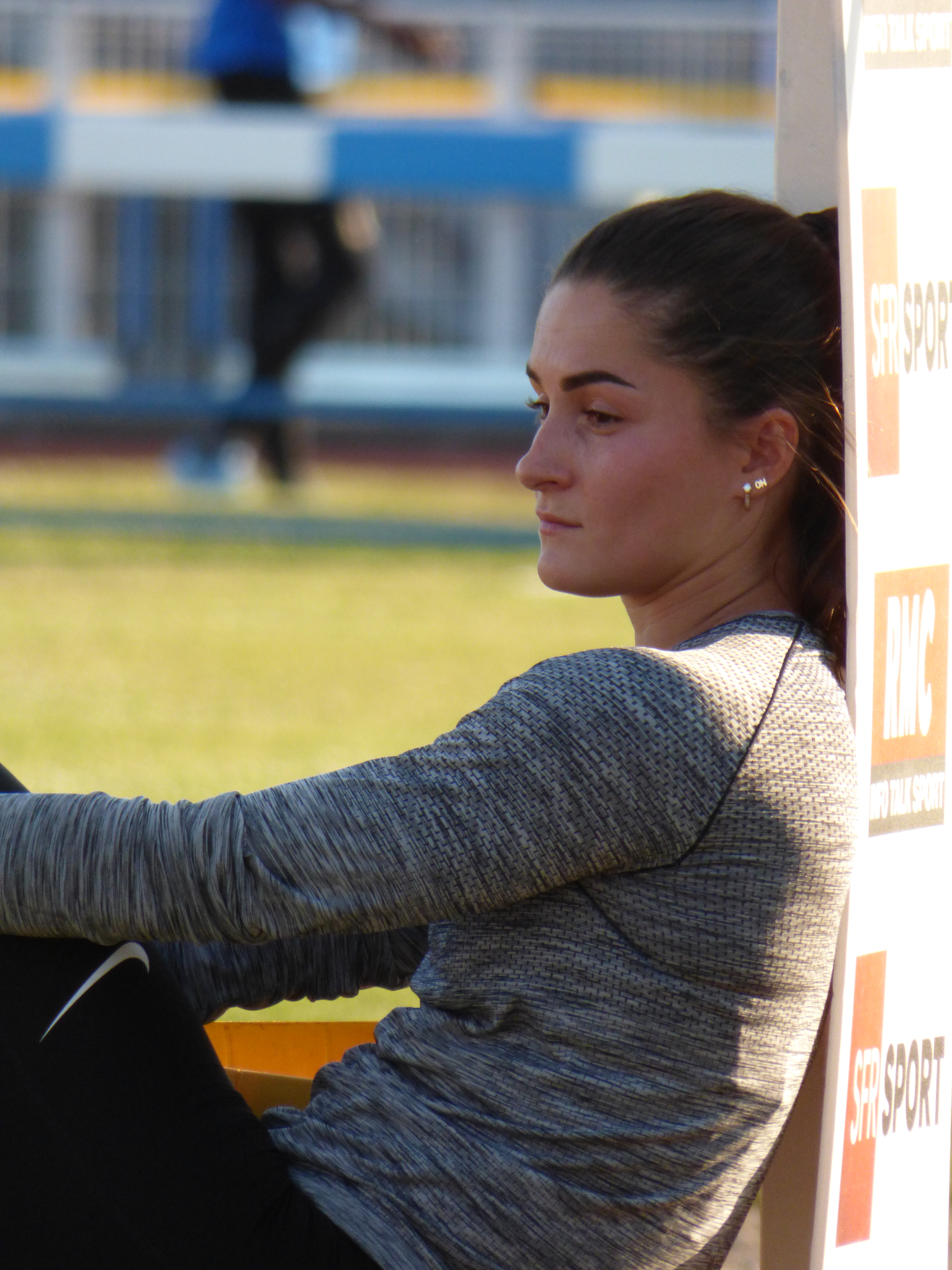
Maryna Kylypko – ausgeschieden mit 4,25 m

15. August 2022, 10:28 Uhr MESZ
| Platz | Name                 | Nation         | Resultat (m) | 4,10 m | 4,25 m | 4,40 m | 4,50 m |
| 1     | Tina Šutej           | Slowenien      | 4,50         | –      | –      | o      | o      |
| 2     | Caroline Bonde Holm  | Dänemark       | 4,50         | o      | o      | o      | xo     |
| 2     | Angelica Moser       | Schweiz        | 4,50         | –      | –      | o      | xo     |
| 4     | Roberta Bruni        | Italien        | 4,50         | –      | xxo    | o      | xo     |
| 5     | Sophie Cook          | Großbritannien | 4,50         | o      | xo     | xo     | xxo    |
| 6     | Marie-Julie Bonnin   | Frankreich     | 4,40         | –      | o      | o      | xxx    |
| 6     | Margot Chevrier      | Frankreich     | 4,40         | –      | o      | o      | xxx    |
| 8     | Elina Lampela        | Finnland       | 4,40         | o      | xo     | o      | xxx    |
| 9     | Anjuli Knäsche       | Deutschland    | 4,40         | o      | o      | xo     | xxx    |
| 10    | Eleni-Klaoudia Polak | Griechenland   | 4,40         | –      | xxo    | xxo    | xxx    |
| 11    | Maryna Kylypko       | Ukraine        | 4,25         | –      | xo     | xxx    |        |
| 12    | Lisa Gunnarsson      | Schweden       | 4,10         | xxo    | xxx    |        |        |

## Finale
17. August 2022, 20:00 Uhr MESZ
| Platz | Name                | Nation         | Resultat (m) | 4,25 m | 4,40 m | 4,55 m | 4,65 m | 4,70 m | 4,75 m | 4,80 m | 4,85 m | 4,90 m |
| 1     | Wilma Murto         | Finnland       | 4,85 CRe     | –      | o      | xo     | xo     | x–     | o      | o      | xo     | r      |
| 2     | Katerina Stefanidi  | Griechenland   | 4,750000     | –      | o      | o      | o      | o      | o      | x–     | xx     |        |
| 3     | Tina Šutej          | Slowenien      | 4,750000     | –      | o      | o      | o      | xo     | o      | xxx    |        |        |
| 4     | Caroline Bonde Holm | Dänemark       | 4,55 NR0     | o      | xxo    | o      | xxx    |        |        |        |        |        |
| 4     | Angelica Moser      | Schweiz        | 4,550000     | –      | xxo    | o      | xxx    |        |        |        |        |        |
| 6     | Marie-Julie Bonnin  | Frankreich     | 4,550000     | –      | xo     | xo     | xxx    |        |        |        |        |        |
| 7     | Roberta Bruni       | Italien        | 4,550000     | o      | o      | xxo    | xxx    |        |        |        |        |        |
| 7     | Molly Caudery       | Großbritannien | 4,550000     | o      | o      | xxo    | xx–    | x      |        |        |        |        |
| 9     | Sophie Cook         | Großbritannien | 4,400000     | o      | o      | xxx    |        |        |        |        |        |        |
| 10    | Margot Chevrier     | Frankreich     | 4,400000     | o      | o      | xxx    |        |        |        |        |        |        |
| 11    | Elina Lampela       | Finnland       | 4,400000     | xo     | xxo    | xxx    |        |        |        |        |        |        |
| 12    | Lene Retzius        | Norwegen       | 4,250000     | o      | xxx    |        |        |        |        |        |        |        |

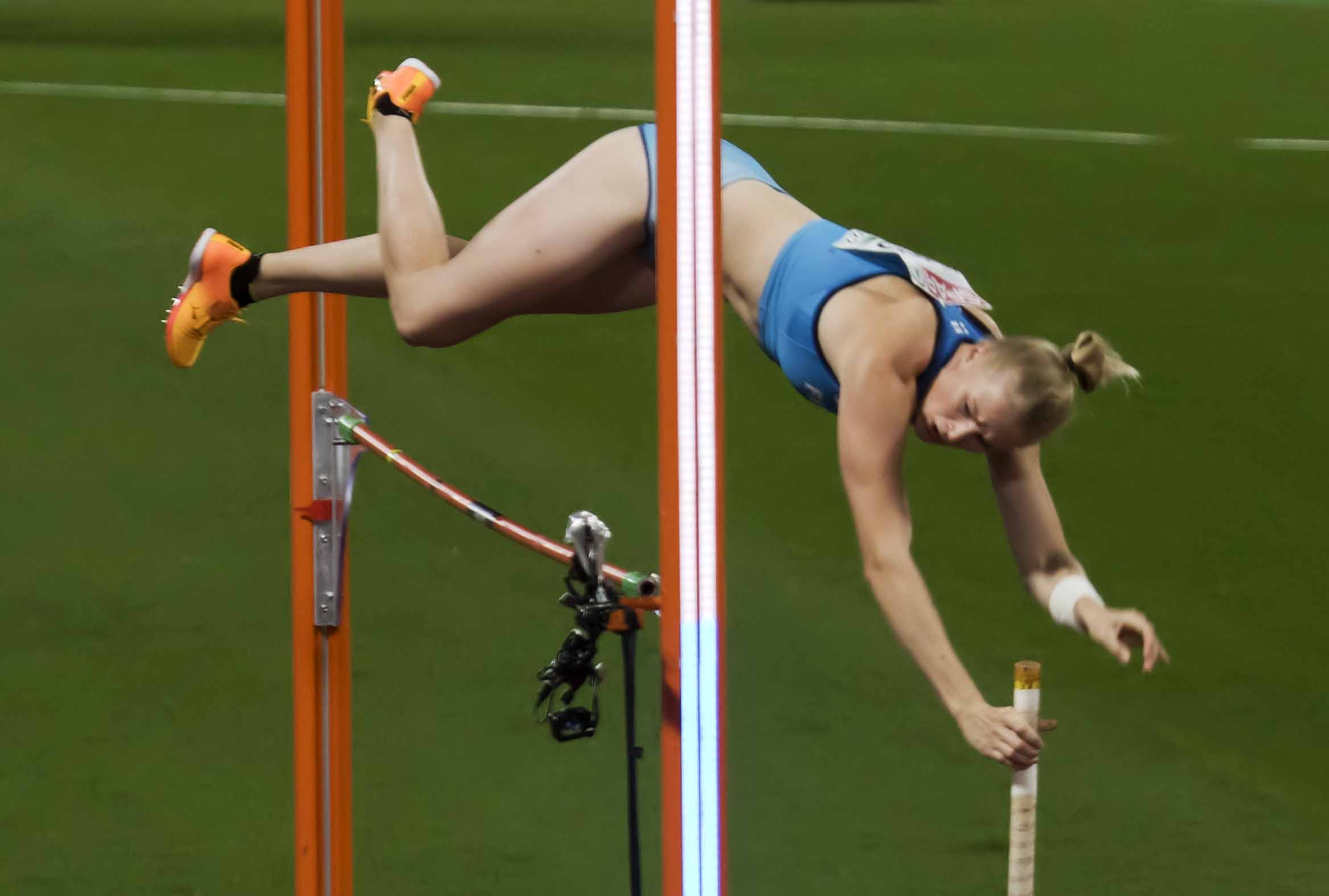
Europameisterin Wilma Murto egalisierte den Meisterschaftsrekord

Zu einer größeren Trennung des Feldes kam es bei der Sprunghöhe von 4,65 m. Acht Athletinnen befanden sich noch im Wettbewerb. Allerdings waren mit der griechischen Titelverteidigerin Katerina Stefanidi sowie der Slowenin Tina Šutej nur zwei von ihnen bis dahin ohne Fehlversuch geblieben.
Vier Springerinnen schieden nun mit jeweils drei Fehlsprüngen aus. Die Dänin Caroline Bonde Holm und die Schweizerin Angelica Moser, die 4,55 m, die Sprunghöhe zuvor, ohne Fehlversuch überquert hatten, wurden gemeinsame Vierte. Die Französin Marie-Julie Bonnin (4,55 m im zweiten Versuch gemeistert) kam auf den sechsten Platz und die Italienerin Roberta Bruni (4,55 m mit dem dritten Versuch) belegte Rang sieben.
Stefanidi und Šutej blieben im Wettbewerb, als sie 4,65 m mit ihrem jeweils ersten Sprung überquerten. Die Finnin Wilma Murto zog mit ihrem zweiten Versuch nach, während sich die Britin Molly Caudery ihren nach zwei Fehlsprüngen letzten Versuch für die nächste Höhe aufsparte.
4,70 m nahm Stefanidi wieder im ersten Anlauf und behielt damit als einzige Athletin eine weiße Weste. Šutej war mit ihrem zweiten Versuch erfolgreich, während Caudery bei der neuen Sprunghöhe chancenlos blieb und damit den geteilten siebten Platz erreichte. Murto nahm nach einem Fehlsprung ihre weiteren Versuche mit in die nächste Höhe.
Alle drei noch im Wettbewerb befindlichen Konkurrentinnen überquerten die nun aufgelegten 4,75 m gleich mit ihren jeweils ersten Sprüngen. Bei 4,80 m war dann nur noch die mit den bislang meisten Fehlversuchen belastete Murto erfolgreich. Sie meisterte die Höhe gleich im ersten Anlauf. Stefanidi produzierte nun ihren ersten Fehlsprung überhaupt und sparte sich die beiden verbleibenden Versuche auf. Tina Šutej riss 4,80 m dreimal und war damit im Titelkampf nicht mehr dabei, hatte jedoch Bronze gewonnen.
Die endgültige Entscheidung in diesem Wettbewerb fiel bei 4,85 m. Wilma Murto nahm die Höhe im zweiten Versuch und egalisierte den bestehenden Meisterschaftsrekord. Damit stand sie als neue Europameisterin fest, denn Katerina Stefanidi lief nun zweimal vergeblich an und gewann die Silbermedaille. Die neue Europameisterin verzichtete anschließend auf eine Fortsetzung des Wettkampfs.

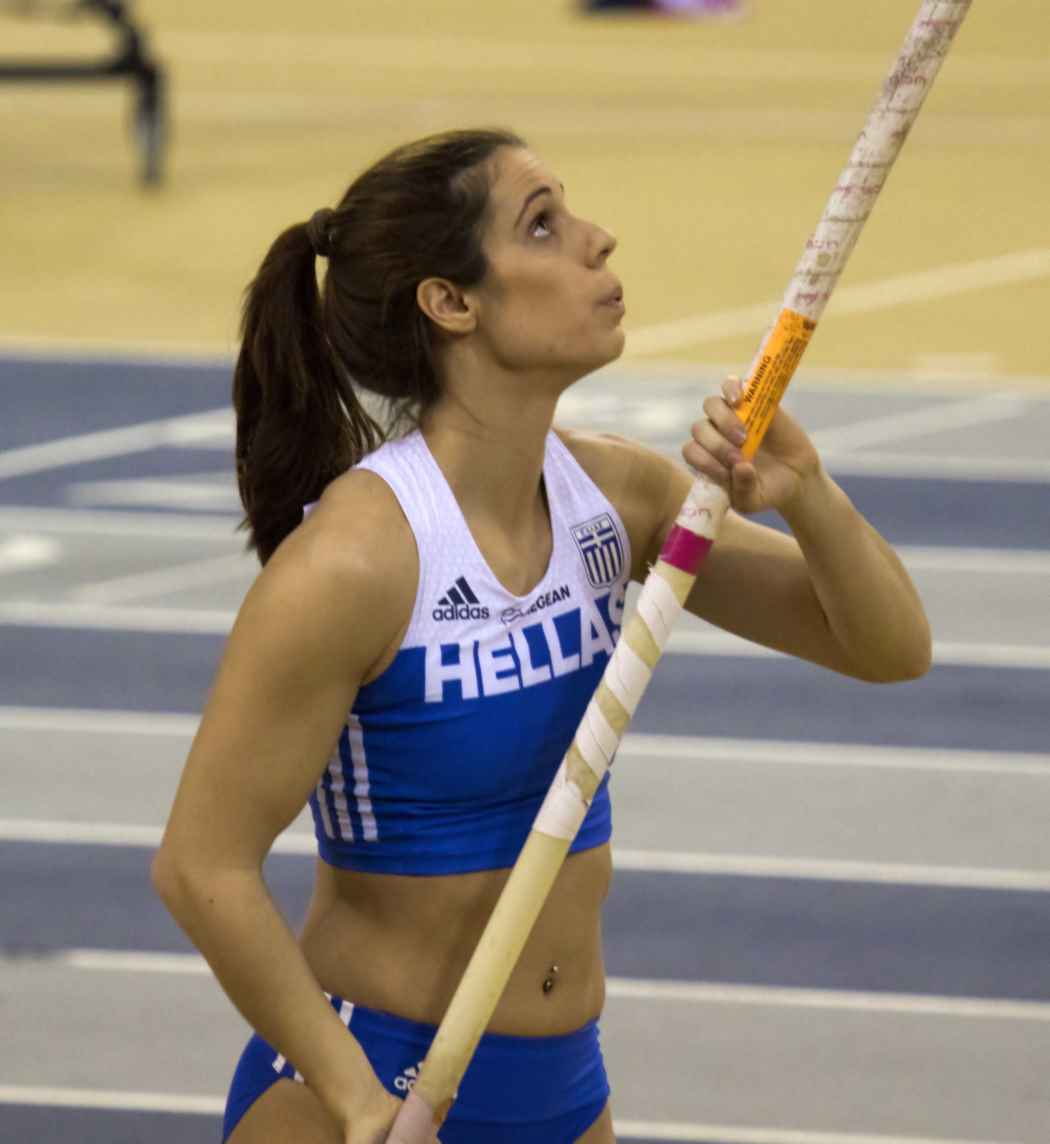
Vizeeuropameisterin wurde Titelverteidigerin Katerina Stefanidi
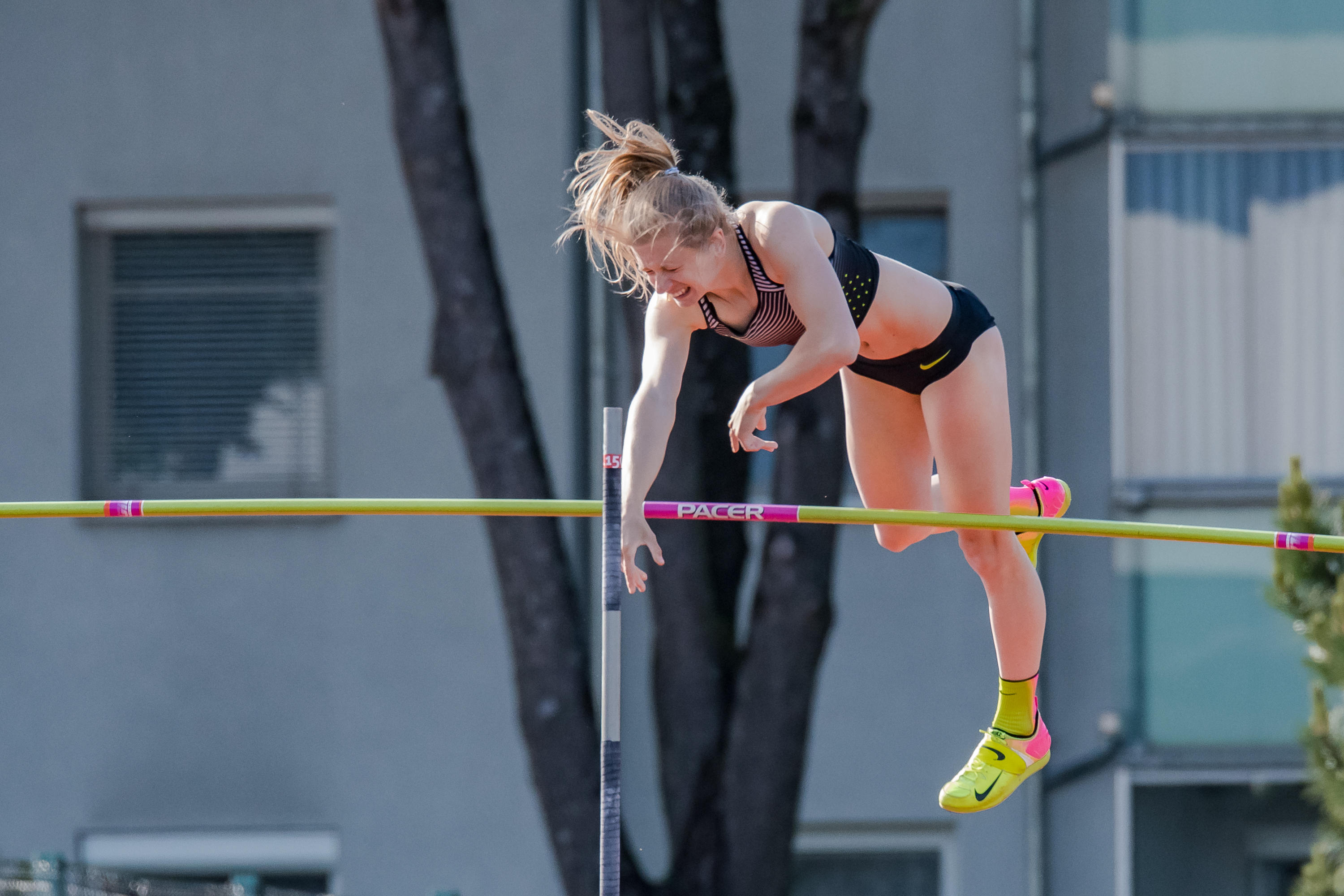
Bronzemedaillengewinnerin Tina Šutej

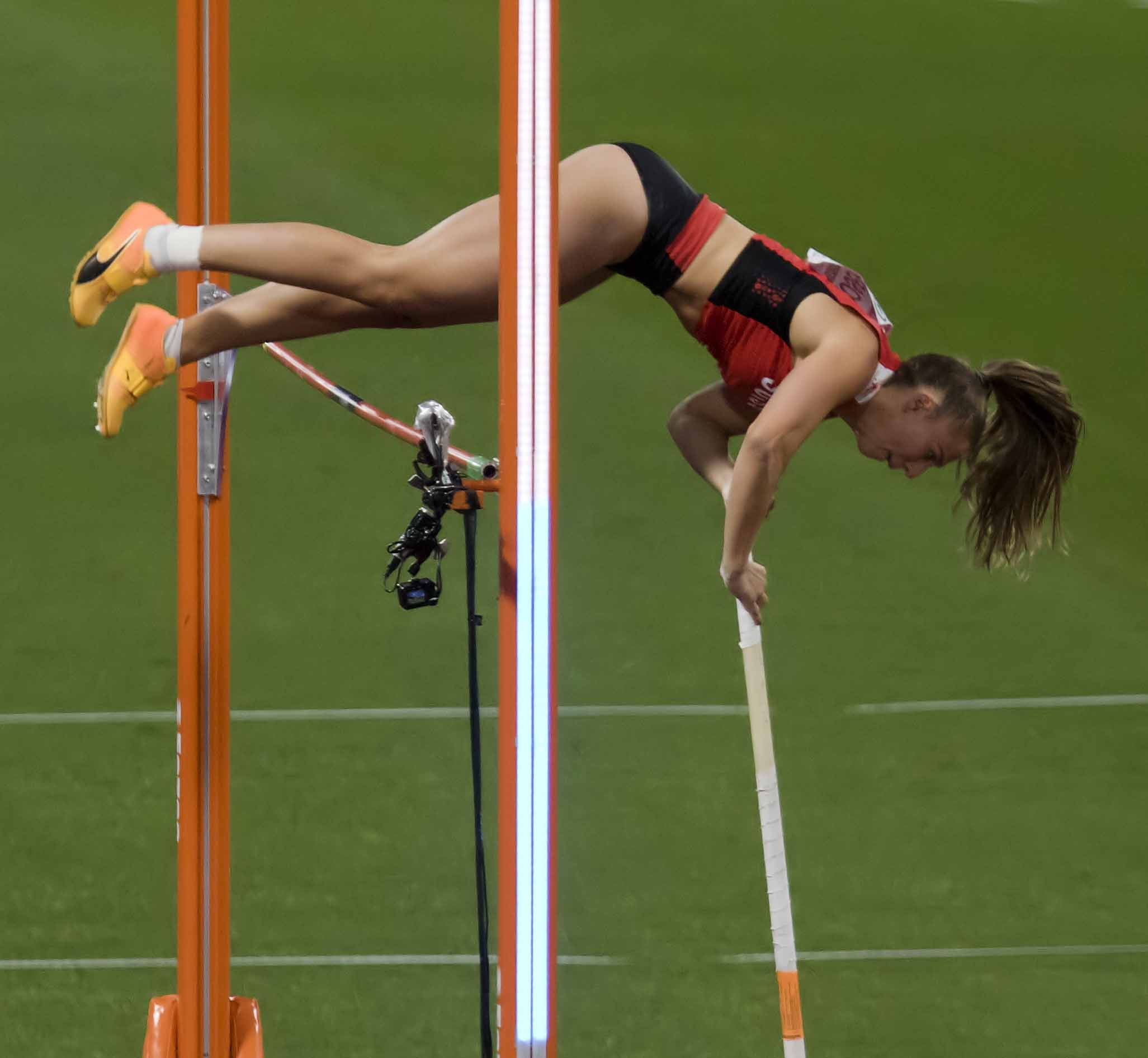
Angelica Moser belegte den geteilten Rang vier
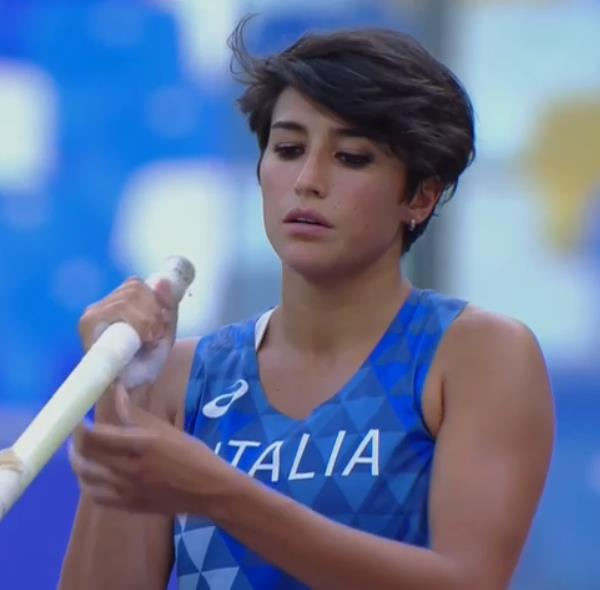
Roberta Bruni kam auf den geteilten siebten Platz
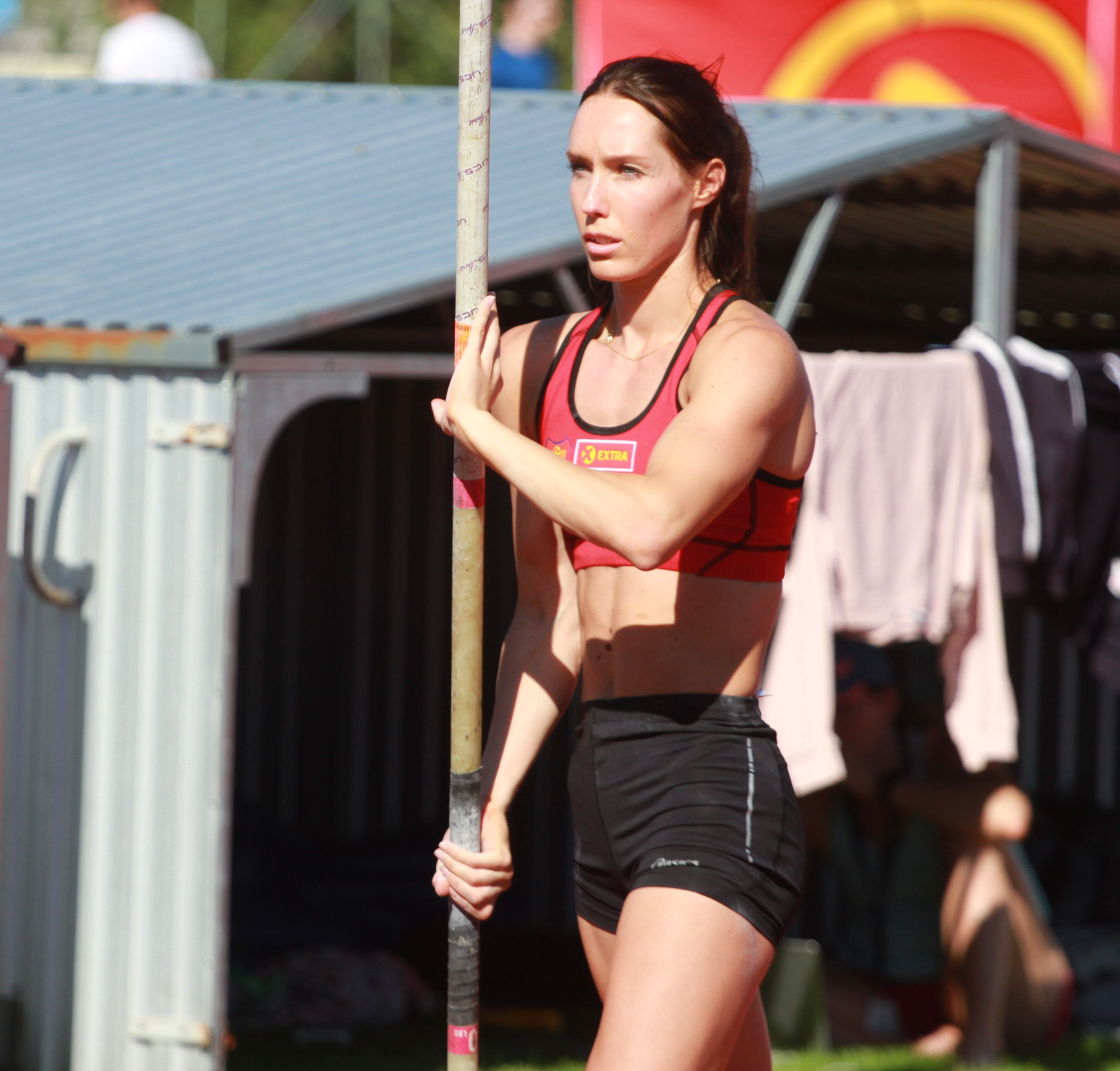
Lene Retzius erreichte Platz zwölf

## Videolink
- Women's Pole Vault Final Full Replay European Championships 2022 Munich, youtube.com, abgerufen am 13. Oktober 2022